# Opius yahuarmayoanus
Opius yahuarmayoanus är en stekelart som beskrevs av Fischer 1966. Opius yahuarmayoanus ingår i släktet Opius och familjen bracksteklar. Inga underarter finns listade i Catalogue of Life.